# 1962-es labdarúgó-világbajnokság (keretek)
A csapatok keretei az 1962-es labdarúgó-világbajnokság kezdetén így alakultak:

## 1. csoport

### Szovjetunió
Szövetségi kapitány: Gavriil Kacsalin
| Szám | Poszt | Név                    | Születési dátum (Kor)         | Vál. | Klub               |
| ---- | ----- | ---------------------- | ----------------------------- | ---- | ------------------ |
| 1    | K     | Lev Jasin              | 1929. október 22. (32 éves)   | 42   | Dinamo Moszkva     |
| 2    | K     | Vlagyimir Maszlacsenko | 1936. március 5. (26 éves)    | 8    | Lokomotyiv Moszkva |
| 3    | K     | Szergej Kortikadze     | 1936. augusztus 9. (25 éves)  | 0    | Dinamo Tbiliszi    |
| 4    | V     | Eduard Dubinszkij      | 1935. április 6. (27 éves)    | 9    | CSZKA Moszkva      |
| 5    | V     | Givi Csoheli           | 1937. június 27. (24 éves)    | 16   | Dinamo Tbiliszi    |
| 6    | V     | Leonīds Ostrovskis     | 1936. január 17. (26 éves)    | 3    | Torpedo Moszkva    |
| 7    | V     | Anatolij Maszljonkin   | 1930. június 26. (31 éves)    | 29   | Szpartak Moszkva   |
| 8    | KP    | Albert Seszternyov     | 1941. június 20. (20 éves)    | 1    | CSZKA Moszkva      |
| 9    | KP    | Nyikolaj Manosin       | 1938. március 6. (24 éves)    | 8    | Torpedo Moszkva    |
| 10   | KP    | Igor Nyetto            | 1930. január 9. (32 éves)     | 48   | Szpartak Moszkva   |
| 11   | KP    | Szabó József           | 1940. február 29. (22 éves)   | 0    | Dinamo Kijev       |
| 12   | V     | Valerij Voronyin       | 1939. július 17. (22 éves)    | 14   | Torpedo Moszkva    |
| 13   | CS    | Gennagyij Guszarov     | 1937. március 11. (25 éves)   | 5    | Torpedo Moszkva    |
| 14   | CS    | Valentyin Ivanov       | 1934. november 19. (27 éves)  | 39   | Torpedo Moszkva    |
| 15   | CS    | Viktor Kanyevszkij     | 1936. október 3. (25 éves)    | 3    | Dinamo Kijev       |
| 16   | CS    | Alekszej Mamikin       | 1936. február 29. (26 éves)   | 7    | CSZKA Moszkva      |
| 17   | CS    | Mihail Meszhi          | 1937. január 12. (25 éves)    | 18   | Dinamo Tbiliszi    |
| 18   | KP    | Szlava Metreveli       | 1936. május 30. (26 éves)     | 19   | Torpedo Moszkva    |
| 19   | CS    | Viktor Ponyegyelnyik   | 1937. május 22. (25 éves)     | 15   | SZKA Rosztov       |
| 20   | CS    | Viktor Szerebrjanyikov | 1940. március 29. (22 éves)   | 0    | Dinamo Kijev       |
| 21   | KP    | Galimzjan Huszainov    | 1937. június 27. (24 éves)    | 3    | Szpartak Moszkva   |
| 22   | KP    | Igor Csiszlenko        | 1939. szeptember 8. (22 éves) | 5    | Dinamo Moszkva     |

### Jugoszlávia
Szövetségi kapitány : Ljubomir Lovrić és Prvoslav Mihajlović
| Szám | Poszt | Név                 | Születési dátum (Kor)        | Vál. | Klub             |
| ---- | ----- | ------------------- | ---------------------------- | ---- | ---------------- |
| 1    | K     | Milutin Šoškić      | 1937. december 31. (24 éves) |      | Partizan Beograd |
| 2    | V     | Vladimir Durković   | 1937. november 6. (24 éves)  |      | Crvena Zvezda    |
| 3    | V     | Fahrudin Jusufi     | 1939. december 8. (22 éves)  |      | Partizan Beograd |
| 4    | KP    | Petar Radaković     | 1937. február 2. (25 éves)   |      | HNK Rijeka       |
| 5    | V     | Vlatko Marković     | 1937. január 1. (25 éves)    |      | Dinamo Zagreb    |
| 6    | V     | Vladica Popović     | 1935. március 17. (27 éves)  |      | Crvena Zvezda    |
| 7    | CS    | Andrija Anković     | 1937. július 16. (24 éves)   |      | Hajduk Split     |
| 8    | KP    | Dragoslav Šekularac | 1937. november 8. (24 éves)  |      | Crvena Zvezda    |
| 9    | CS    | Dražan Jerković     | 1936. augusztus 6. (25 éves) |      | Dinamo Zagreb    |
| 10   | KP    | Milan Galić         | 1938. március 8. (24 éves)   |      | Partizan Beograd |
| 11   | CS    | Josip Skoblar       | 1941. március 12. (21 éves)  |      | OFK Beograd      |
| 12   | K     | Srboljub Krivokuća  | 1928. március 14. (34 éves)  |      | OFK Beograd      |
| 13   | V     | Slavko Svinjarević  | 1935. április 16. (27 éves)  |      | Vojvodina        |
| 14   | V     | Vasilije Šijaković  | 1929. július 31. (32 éves)   |      | OFK Beograd      |
| 15   | KP    | Željko Matuš        | 1935. augusztus 9. (26 éves) |      | Dinamo Zagreb    |
| 16   | CS    | Muhamed Mujić       | 1932. április 25. (30 éves)  |      | Velež Mostar     |
| 17   | KP    | Vojislav Melić      | 1940. január 5. (22 éves)    |      | Crvena Zvezda    |
| 18   | KP    | Vladica Kovačević   | 1940. január 7. (22 éves)    |      | Partizan Beograd |
| 19   | K     | Mirko Stojanović    | 1939. június 11. (23 éves)   |      | Dinamo Zagreb    |
| 20   | V     | Žarko Nikolić       | 1938. október 16. (23 éves)  |      | Vojvodina        |
| 21   | CS    | Nikola Stipić       | 1937. december 18. (24 éves) |      | Cvrena Zvezda    |
| 22   | KP    | Aleksandar Ivoš     | 1931. június 28. (30 éves)   |      | Sloboda Tuzla    |

### Uruguay
Szövetségi kapitány: Juan Carlos Corazzo
| Szám | Poszt | Név                | Születési dátum (Kor)          | Vál. | Klub                |
| ---- | ----- | ------------------ | ------------------------------ | ---- | ------------------- |
| 1    | K     | Roberto Sosa       | 1935. június 14. (27 éves)     |      | National Montevideo |
| 2    | V     | Horacio Troche     | 1936. február 14. (26 éves)    |      | National Montevideo |
| 3    | V     | Emilio Álvarez     | 1939. február 10. (23 éves)    |      | National Montevideo |
| 4    | V     | Omar Méndez        | 1938. május 11. (24 éves)      |      | National Montevideo |
| 5    | KP    | Néstor Gonçalves   | 1936. április 27. (26 éves)    |      | Peñarol Montevideo  |
| 6    | KP    | Pedro Cubilla      | 1933. augusztus 25. (28 éves)  |      | Rampla Juniors      |
| 7    | CS    | Domingo Pérez      | 1936. június 7. (26 éves)      |      | National Montevideo |
| 8    | KP    | Julio César Cortés | 1941. március 29. (21 éves)    |      | Sud América         |
| 9    | CS    | José Sasía         | 1933. december 27. (28 éves)   |      | Peñarol Montevideo  |
| 10   | KP    | Pedro Rocha        | 1942. december 3. (19 éves)    |      | Peñarol Montevideo  |
| 11   | CS    | Luis Cubilla       | 1940. március 28. (22 éves)    |      | Peñarol Montevideo  |
| 12   | K     | Luis Maidana       | 1934. február 24. (28 éves)    |      | Peñarol Montevideo  |
| 14   | V     | William Martínez   | 1928. január 13. (34 éves)     |      | Peñarol Montevideo  |
| 15   | V     | Rubén Soria        | 1935. január 23. (27 éves)     |      | Cerro               |
| 16   | KP    | Edgardo González   | 1936. szeptember 30. (25 éves) |      | Peñarol Montevideo  |
| 17   | V     | Rubén González     | 1939. július 17. (22 éves)     |      | National Montevideo |
| 18   | V     | Eliseo Álvarez     | 1940. augusztus 9. (21 éves)   |      | National Montevideo |
| 19   | KP    | Ronald Langón      | 1939. augusztus 6. (22 éves)   |      | Defensor Sporting   |
| 20   | CS    | Mario Bergara      | 1937. december 1. (24 éves)    |      | National Montevideo |
| 21   | CS    | Héctor Silva       | 1940. február 1. (22 éves)     |      | Danubio FC          |
| 22   | CS    | Ángel Cabrera      | 1939. október 9. (22 éves)     |      | Cerro Porteño       |
| 23   | CS    | Guillermo Escalada | 1936. április 24. (26 éves)    |      | National Montevideo |

### Kolumbia
Szövetségi kapitány:  Adolfo Pedernera
| Szám | Poszt | Név               | Születési dátum (Kor)          | Vál. | Klub                   |
| ---- | ----- | ----------------- | ------------------------------ | ---- | ---------------------- |
| 1    | K     | Efraín Sánchez    | 1926. február 27. (36 éves)    |      | Atlético Nacional      |
| 2    | K     | Achito Vivas      | 1934. március 1. (28 éves)     |      | Deportivo Pereira      |
| 3    | V     | Francisco Zuluaga | 1929. február 4. (33 éves)     |      | Independiente Santa Fe |
| 4    | V     | Aníbal Alzate     | 1933. január 31. (29 éves)     |      | Deportes Tolima        |
| 5    | V     | Jaime González    | 1938. április 1. (24 éves)     |      | América de Cali        |
| 6    | V     | Ignacio Calle     | 1931. augusztus 21. (30 éves)  |      | Atlético Nacional      |
| 7    | V     | Carlos Aponte     | 1939. január 24. (23 éves)     |      | Independiente Santa Fe |
| 8    | V     | Héctor Echeverri  | 1938. április 10. (24 éves)    |      | Atlético Nacional      |
| 9    | KP    | Jaime Silva       | 1935. október 10. (26 éves)    |      | Independiente Santa Fe |
| 10   | KP    | Rolando Serrano   | 1938. november 13. (23 éves)   |      | América de Cali        |
| 11   | V     | Óscar López       | 1939. április 2. (23 éves)     |      | Once Caldas            |
| 12   | KP    | Hernando Tovar    | 1938. szeptember 7. (23 éves)  |      | Independiente Santa Fe |
| 13   | CS    | Germán Aceros     | 1938. szeptember 30. (23 éves) |      | Deportivo Cali         |
| 14   | CS    | Luis Paz          | 1942. június 25. (19 éves)     |      | América de Cali        |
| 15   | KP    | Marco Coll        | 1935. augusztus 23. (26 éves)  |      | América de Cali        |
| 16   | CS    | Ignacio Pérez     | 1934. december 19. (27 éves)   |      | Once Caldas            |
| 17   | CS    | Marino Klinger    | 1936. február 7. (26 éves)     |      | Millonarios            |
| 18   | CS    | Eusebio Escobar   | 1936. július 2. (25 éves)      |      | Deportivo Pereira      |
| 19   | CS    | Delio Gamboa      | 1936. január 28. (26 éves)     |      | Millonarios            |
| 20   | CS    | Antonio Rada      | 1937. június 13. (25 éves)     |      | Deportivo Pereira      |
| 21   | CS    | Héctor González   | 1937. július 7. (24 éves)      |      | Independiente Santa Fe |
| 22   | CS    | Jairo Arias       | 1938. november 2. (23 éves)    |      | Atlético Nacional      |

## 2. csoport

### NSZK
Szövetségi kapitány: Sepp Herberger
| Szám | Poszt | Név                     | Születési dátum (Kor)         | Vál. | Klub                     |
| ---- | ----- | ----------------------- | ----------------------------- | ---- | ------------------------ |
| 1    | K     | Hans Tilkowski          | 1935. július 12. (26 éves)    |      | Westfalia Herne          |
| 2    | V     | Herbert Erhardt         | 1930. július 6. (31 éves)     |      | Greuther Fürth           |
| 3    | V     | Karl-Heinz Schnellinger | 1939. március 31. (23 éves)   |      | 1. FC Köln               |
| 4    | V     | Willi Schulz            | 1938. október 4. (23 éves)    |      | FC Schalke 04            |
| 5    | V     | Leo Wilden              | 1936. július 3. (25 éves)     |      | 1. FC Köln               |
| 6    | KP    | Horst Szymaniak         | 1934. augusztus 29. (27 éves) |      | Calcio Catania           |
| 7    | KP    | Willi Koslowski         | 1937. február 17. (25 éves)   |      | FC Schalke 04            |
| 8    | CS    | Helmut Haller           | 1939. július 21. (22 éves)    |      | BC Augsburg              |
| 9    | CS    | Uwe Seeler              | 1936. november 5. (25 éves)   |      | Hamburger SV             |
| 10   | KP    | Albert Brülls           | 1937. március 26. (25 éves)   |      | Borussia Mönchengladbach |
| 11   | CS    | Hans Schäfer            | 1927. október 19. (34 éves)   |      | 1. FC Köln               |
| 12   | V     | Hans Nowak              | 1937. augusztus 9. (24 éves)  |      | FC Schalke 04            |
| 13   | V     | Jürgen Kurbjuhn         | 1940. július 26. (21 éves)    |      | Hamburger SV             |
| 14   | V     | Jürgen Werner           | 1935. augusztus 15. (26 éves) |      | Hamburger SV             |
| 15   | KP    | Willi Giesemann         | 1937. szeptember 2. (24 éves) |      | Bayern München           |
| 16   | KP    | Hans Sturm              | 1934. szeptember 3. (27 éves) |      | 1. FC Köln               |
| 17   | CS    | Engelbert Kraus         | 1934. július 30. (27 éves)    |      | Kickers Offenbach        |
| 18   | KP    | Günther Herrmann        | 1939. szeptember 1. (22 éves) |      | Karlsruher SC            |
| 19   | CS    | Heinz Strehl            | 1938. július 20. (23 éves)    |      | 1. FC Nürnberg           |
| 20   | CS    | Heinz Vollmar           | 1936. április 26. (26 éves)   |      | 1. FC Saarbrücken        |
| 21   | K     | Günter Sawitzki         | 1932. november 22. (29 éves)  |      | VfB Stuttgart            |
| 22   | K     | Wolfgang Fahrian        | 1941. május 31. (21 éves)     |      | TSG Ulm 1846             |

### Chile
Szövetségi kapitány: Fernando Riera
| Szám | Poszt | Név               | Születési dátum (Kor)         | Vál. | Klub                 |
| ---- | ----- | ----------------- | ----------------------------- | ---- | -------------------- |
| 1    | K     | Misael Escuti     | 1926. december 20. (35 éves)  | 31   | Colo-Colo            |
| 2    | V     | Luis Eyzaguirre   | 1939. június 22. (22 éves)    | 19   | Universidad de Chile |
| 3    | V     | Raúl Sánchez      | 1933. október 26. (28 éves)   | 21   | Santiago Wanderers   |
| 4    | V     | Sergio Navarro    | 1936. november 20. (25 éves)  | 26   | Universidad de Chile |
| 5    | V     | Carlos Contreras  | 1938. október 7. (23 éves)    | 6    | Universidad de Chile |
| 6    | KP    | Eladio Rojas      | 1934. november 8. (27 éves)   | 11   | Everton              |
| 7    | CS    | Jaime Ramírez     | 1931. augusztus 14. (30 éves) | 39   | Universidad de Chile |
| 8    | KP    | Jorge Toro        | 1939. január 10. (23 éves)    | 15   | Colo-Colo            |
| 9    | CS    | Honorino Landa    | 1942. június 1. (20 éves)     | 4    | Unión Española       |
| 10   | CS    | Alberto Fouilloux | 1940. november 22. (21 éves)  | 15   | Universidad Católica |
| 11   | CS    | Leonel Sánchez    | 1936. április 25. (26 éves)   | 45   | Universidad de Chile |
| 12   | K     | Adán Godoy        | 1936. november 26. (25 éves)  | 0    | Universidad de Chile |
| 13   | V     | Sergio Valdés     | 1935. június 22. (26 éves)    | 16   | Universidad Católica |
| 14   | V     | Hugo Lepe         | 1940. április 14. (22 éves)   | 1    | Universidad de Chile |
| 15   | V     | Manuel Rodríguez  | 1939. április 18. (23 éves)   | 2    | Unión Española       |
| 16   | V     | Humberto Cruz     | 1934. december 6. (27 éves)   | 2    | Universidad de Chile |
| 17   | KP    | Mario Ortiz       | 1936. január 28. (26 éves)    | 12   | Colo-Colo            |
| 18   | CS    | Mario Moreno      | 1935. december 31. (26 éves)  | 24   | Colo-Colo            |
| 19   | CS    | Braulio Musso     | 1937. május 24. (25 éves)     | 14   | Universidad de Chile |
| 20   | CS    | Carlos Campos     | 1937. február 14. (25 éves)   | 2    | Universidad de Chile |
| 21   | CS    | Armando Tobar     | 1938. június 7. (24 éves)     | 17   | Universidad Católica |
| 22   | K     | Manuel Astorga    | 1943. március 16. (19 éves)   | 5    | Universidad de Chile |

### Olaszország
Szövetségi kapitány: Paolo Mazza és Giovanni Ferrari
| Szám | Poszt | Név                  | Születési dátum (Kor)         | Vál. | Klub           |
| ---- | ----- | -------------------- | ----------------------------- | ---- | -------------- |
| 1    | K     | Lorenzo Buffon       | 1929. december 19. (32 éves)  | 13   | Internazionale |
| 2    | V     | Giacomo Losi         | 1935. november 9. (26 éves)   | 9    | AS Roma        |
| 3    | KP    | Luigi Radice         | 1935. január 15. (27 éves)    | 2    | AC Milan       |
| 4    | V     | Sandro Salvadore     | 1939. november 29. (22 éves)  | 5    | AC Milan       |
| 5    | V     | Cesare Maldini       | 1932. február 5. (30 éves)    | 6    | AC Milan       |
| 6    | KP    | Giovanni Trapattoni  | 1937. március 17. (25 éves)   | 7    | AC Milan       |
| 7    | CS    | Bruno Mora           | 1937. március 29. (25 éves)   | 9    | Juventus FC    |
| 8    | CS    | Humberto Maschio     | 1933. február 20. (29 éves)   | 1    | Atalanta       |
| 9    | CS    | José Altafini        | 1938. július 24. (23 éves)    | 4    | AC Milan       |
| 10   | CS    | Omar Sivori          | 1935. október 2. (26 éves)    | 7    | Juventus FC    |
| 11   | CS    | Giampaolo Menichelli | 1938. június 29. (23 éves)    | 2    | AS Roma        |
| 12   | K     | Carlo Mattrel        | 1937. április 14. (25 éves)   | 1    | Palermo        |
| 13   | K     | Enrico Albertosi     | 1939. november 2. (22 éves)   | 1    | ACF Fiorentina |
| 14   | CS    | Gianni Rivera        | 1943. augusztus 18. (18 éves) | 1    | AC Milan       |
| 15   | CS    | Angelo Sormani       | 1939. július 3. (22 éves)     | 0    | Mantova        |
| 16   | V     | Enzo Robotti         | 1935. június 13. (27 éves)    | 6    | ACF Fiorentina |
| 17   | CS    | Ezio Pascutti        | 1937. június 1. (25 éves)     | 1    | Bologna        |
| 18   | V     | Mario David          | 1934. március 13. (28 éves)   | 2    | AC Milan       |
| 19   | V     | Francesco Janich     | 1937. március 27. (25 éves)   | 0    | Bologna        |
| 20   | KP    | Paride Tumburus      | 1939. március 8. (23 éves)    | 0    | Bologna        |
| 21   | KP    | Giorgio Ferrini      | 1939. augusztus 18. (22 éves) | 1    | Torino FC      |
| 22   | CS    | Giacomo Bulgarelli   | 1940. október 24. (21 éves)   | 0    | Bologna        |

### Svájc
Szövetségi kapitány:  Karl Rappan
| Szám | Poszt | Név               | Születési dátum (Kor)          | Vál. | Klub                 |
| ---- | ----- | ----------------- | ------------------------------ | ---- | -------------------- |
| 1    | K     | Karl Elsener      | 1934. augusztus 13. (27 éves)  |      | Grasshoppers         |
| 2    | K     | Antonio Permunian | 1930. augusztus 15. (31 éves)  |      | FC Luzern            |
| 3    | K     | Kurt Stettler     | 1932. augusztus 21. (29 éves)  |      | FC Basel             |
| 4    | V     | Willy Kernen      | 1929. augusztus 6. (32 éves)   |      | FC La Chaux-de-Fonds |
| 5    | V     | Fritz Morf        | 1928. január 29. (34 éves)     |      | FC Grenchen          |
| 6    | V     | Peter Rösch       | 1930. szeptember 15. (31 éves) |      | Servette FC          |
| 7    | V     | Heinz Schneiter   | 1935. április 12. (27 éves)    |      | Young Boys           |
| 8    | V     | Ely Tacchella     | 1936. május 25. (26 éves)      |      | Lausanne Sports      |
| 9    | V     | André Grobéty     | 1933. június 22. (28 éves)     |      | Lausanne Sports      |
| 10   | V     | Fritz Kehl        | 1937. július 12. (24 éves)     |      | FC Zürich            |
| 11   | V     | Eugen Meier       | 1930. április 30. (32 éves)    |      | Young Boys           |
| 12   | CS    | Marcel Vonlanthen | 1933. szeptember 8. (28 éves)  |      | Lausanne Sports      |
| 13   | KP    | Hans Weber        | 1934. szeptember 8. (27 éves)  |      | FC Basel             |
| 14   | KP    | Anton Allemann    | 1936. január 6. (26 éves)      |      | Mantova              |
| 15   | CS    | Charles Antenen   | 1929. november 3. (32 éves)    |      | FC La Chaux-de-Fonds |
| 16   | CS    | Richard Dürr      | 1938. december 1. (23 éves)    |      | Lausanne Sports      |
| 17   | CS    | Norbert Eschmann  | 1933. március 19. (29 éves)    |      | Stade Français Paris |
| 18   | CS    | Philippe Pottier  | 1938. július 9. (23 éves)      |      | Stade Français Paris |
| 19   | CS    | Gilbert Rey       | 1930. október 30. (31 éves)    |      | Lausanne Sports      |
| 20   | KP    | Roger Vonlanthen  | 1929. február 13. (33 éves)    |      | Lausanne Sports      |
| 21   | CS    | Rolf Wüthrich     | 1938. szeptember 4. (23 éves)  |      | Servette FC          |
| 22   | CS    | Roberto Frigerio  | 1938. május 16. (24 éves)      |      | FC La Chaux-de-Fonds |

## 3. csoport

### Brazília
Szövetségi kapitány: Aymoré Moreira
| Szám | Poszt | Név           | Születési dátum (Kor)         | Vál. | Klub         |
| ---- | ----- | ------------- | ----------------------------- | ---- | ------------ |
| 1    | K     | Gilmar        | 1930. augusztus 22. (31 éves) |      | Santos FC    |
| 2    | V     | Djalma Santos | 1929. február 27. (33 éves)   |      | Palmeiras    |
| 3    | V     | Mauro         | 1930. augusztus 30. (31 éves) |      | Santos FC    |
| 4    | KP    | Zito          | 1932. augusztus 18. (29 éves) |      | Santos FC    |
| 5    | V     | Zózimo        | 1932. június 19. (29 éves)    |      | Bangu AC     |
| 6    | V     | Nílton Santos | 1927. május 16. (35 éves)     |      | Botafogo     |
| 7    | CS    | Garrincha     | 1933. október 28. (28 éves)   |      | Botafogo     |
| 8    | KP    | Didi          | 1929. október 8. (32 éves)    |      | Botafogo     |
| 9    | CS    | Coutinho      | 1943. június 11. (19 éves)    |      | Santos FC    |
| 10   | CS    | Pelé          | 1940. október 23. (21 éves)   |      | Santos FC    |
| 11   | CS    | Pepe          | 1925. február 25. (37 éves)   |      | Santos FC    |
| 12   | V     | Jair Marinho  | 1936. július 17. (25 éves)    |      | Fluminense   |
| 13   | V     | Bellini       | 1930. június 7. (32 éves)     |      | São Paulo FC |
| 14   | V     | Jurandir      | 1940. november 12. (21 éves)  |      | São Paulo FC |
| 15   | V     | Altair        | 1938. január 21. (24 éves)    |      | Fluminense   |
| 16   | KP    | Zequinha      | 1934. november 18. (27 éves)  |      | Palmeiras    |
| 17   | KP    | Mengálvio     | 1939. december 17. (22 éves)  |      | Santos FC    |
| 18   | CS    | Jair da Costa | 1940. július 9. (21 éves)     |      | Portuguesa   |
| 19   | CS    | Vavá          | 1934. november 12. (27 éves)  |      | Palmeiras    |
| 20   | CS    | Amarildo      | 1939. június 29. (22 éves)    |      | Botafogo     |
| 21   | CS    | Zagallo       | 1931. augusztus 9. (30 éves)  |      | Botafogo     |
| 22   | K     | Castilho      | 1927. november 27. (34 éves)  |      | Fluminense   |

### Csehszlovákia
Szövetségi kapitány: Rudolf Vytlačil
| Szám | Poszt | Név                 | Születési dátum (Kor)          | Vál. | Klub                 |
| ---- | ----- | ------------------- | ------------------------------ | ---- | -------------------- |
| 1    | K     | Viliam Schrojf      | 1931. augusztus 2. (30 éves)   |      | ŠK Slovan Bratislava |
| 2    | V     | Jan Lála            | 1936. szeptember 10. (25 éves) |      | Dinamo Praha         |
| 3    | V     | Ján Popluhár        | 1935. augusztus 12. (26 éves)  |      | ŠK Slovan Bratislava |
| 4    | V     | Ladislav Novák      | 1931. december 5. (30 éves)    |      | Dukla Praha          |
| 5    | V     | Svatopluk Pluskal   | 1930. október 28. (31 éves)    |      | Dukla Praha          |
| 6    | KP    | Josef Masopust      | 1931. február 9. (31 éves)     |      | Dukla Praha          |
| 7    | KP    | Jozef Štibrányi     | 1940. április 11. (22 éves)    |      | Spartak Trnava       |
| 8    | CS    | Adolf Scherer       | 1938. május 5. (24 éves)       |      | Inter Bratislava     |
| 9    | CS    | Molnár Pál          | 1936. február 13. (26 éves)    |      | ŠK Slovan Bratislava |
| 10   | CS    | Jozef Adamec        | 1942. február 26. (20 éves)    |      | Dukla Praha          |
| 11   | CS    | Josef Jelínek       | 1941. január 9. (21 éves)      |      | Dukla Praha          |
| 12   | V     | Jiří Tichý          | 1933. december 6. (28 éves)    |      | CH Bratislava        |
| 13   | K     | František Schmucker | 1940. január 28. (22 éves)     |      | Rudá Hvězda Brno     |
| 14   | CS    | Václav Mašek        | 1941. március 21. (21 éves)    |      | Sparta Praha         |
| 15   | CS    | Vladimír Koiš       | 1935. augusztus 9. (26 éves)   |      | CKD Praha            |
| 16   | V     | Titus Buberník      | 1933. október 12. (28 éves)    |      | CH Bratislava        |
| 17   | CS    | Tomáš Pospíchal     | 1936. június 26. (25 éves)     |      | Baník Ostrava        |
| 18   | CS    | Josef Kadraba       | 1933. szeptember 29. (28 éves) |      | SONP Kladno          |
| 19   | CS    | Andrej Kvašňák      | 1936. május 19. (26 éves)      |      | Sparta Praha         |
| 20   | CS    | Jaroslav Borovička  | 1931. január 26. (31 éves)     |      | Dukla Praha          |
| 21   | V     | Jozef Bomba         | 1939. március 30. (23 éves)    |      | Tatran Prešov        |
| 22   | K     | Pavel Kouba         | 1938. szeptember 1. (23 éves)  |      | Dukla Praha          |

### Mexikó
Szövetségi kapitány: Ignacio Trelles
| Szám | Poszt | Név                 | Születési dátum (Kor)          | Vál. | Klub           |
| ---- | ----- | ------------------- | ------------------------------ | ---- | -------------- |
| 1    | K     | Antonio Carbajal    | 1929. június 7. (33 éves)      |      | Club León      |
| 2    | V     | Jesús del Muro      | 1937. november 30. (24 éves)   |      | Atlas          |
| 3    | V     | Guillermo Sepúlveda | 1934. február 28. (28 éves)    |      | CD Guadalajara |
| 4    | V     | José Villegas       | 1934. június 20. (27 éves)     |      | CD Guadalajara |
| 5    | V     | Raúl Cárdenas       | 1928. október 30. (33 éves)    |      | Zacatepec      |
| 6    | KP    | Pedro Nájera        | 1929. február 3. (33 éves)     |      | Club América   |
| 7    | CS    | Alfredo del Águila  | 1935. január 3. (27 éves)      |      | CD Toluca      |
| 8    | KP    | Salvador Reyes      | 1936. szeptember 20. (25 éves) |      | CD Guadalajara |
| 9    | CS    | Héctor Hernández    | 1935. december 6. (26 éves)    |      | CD Guadalajara |
| 10   | CS    | Guillermo Ortiz     | 1939. június 25. (22 éves)     |      | Necaxa         |
| 11   | CS    | Isidoro Díaz        | 1940. március 14. (22 éves)    |      | CD Guadalajara |
| 12   | K     | Jaime Gómez         | 1929. december 29. (32 éves)   |      | CD Guadalajara |
| 13   | V     | Arturo Chaires      | 1937. március 14. (25 éves)    |      | CD Guadalajara |
| 14   | KP    | Pedro Romero        | 1937. április 12. (25 éves)    |      | CD Toluca      |
| 15   | V     | Ignacio Jáuregui    | 1938. július 31. (23 éves)     |      | Atlas          |
| 16   | KP    | Salvador Farfán     | 1932. június 22. (29 éves)     |      | Atlante        |
| 17   | CS    | Felipe Ruvalcaba    | 1941. február 16. (21 éves)    |      | CD Oro         |
| 18   | CS    | Alfredo Hernández   | 1935. június 18. (26 éves)     |      | CF Monterrey   |
| 19   | CS    | Antonio Jasso       | 1935. március 11. (27 éves)    |      | Club América   |
| 20   | KP    | Mario Velarde       | 1940. március 29. (22 éves)    |      | Necaxa         |
| 21   | CS    | Alberto Baeza       | 1938. december 6. (23 éves)    |      | Necaxa         |
| 22   | K     | Antonio Mota        | 1939. január 26. (23 éves)     |      | CD Oro         |

### Spanyolország
Szövetségi kapitány:  Helenio Herrera
| Szám | Poszt | Név                   | Születési dátum (Kor)          | Vál. | Klub            |
| ---- | ----- | --------------------- | ------------------------------ | ---- | --------------- |
| 1    | K     | José Araquistáin      | 1937. március 4. (25 éves)     |      | Real Madrid     |
| 2    | K     | Salvador Sadurní      | 1941. április 3. (21 éves)     |      | Barcelona       |
| 3    | K     | Carmelo               | 1930. december 6. (31 éves)    |      | Athletic Club   |
| 4    | CS    | Enrique Collar        | 1934. november 2. (27 éves)    |      | Atlético Madrid |
| 5    | KP    | Luis del Sol          | 1935. április 6. (27 éves)     |      | Real Madrid     |
| 6    | CS    | Alfredo Di Stéfano    | 1926. július 4. (35 éves)      |      | Real Madrid     |
| 7    | V     | Luis María Echeberría | 1940. március 24. (22 éves)    |      | Athletic Club   |
| 8    | KP    | Jesús Garay           | 1930. szeptember 10. (31 éves) |      | Barcelona       |
| 9    | CS    | Francisco Gento       | 1933. október 21. (28 éves)    |      | Real Madrid     |
| 10   | V     | Sígfrid Gràcia        | 1932. március 27. (30 éves)    |      | Barcelona       |
| 11   | V     | Feliciano Rivilla     | 1936. augusztus 21. (25 éves)  |      | Atlético Madrid |
| 12   | CS    | Joaquín Peiró         | 1936. január 29. (26 éves)     |      | Atlético Madrid |
| 13   | V     | Pachín                | 1938. december 28. (23 éves)   |      | Real Madrid     |
| 14   | CS    | Puskás Ferenc         | 1927. április 1. (35 éves)     |      | Real Madrid     |
| 15   | CS    | Eulogio Martínez      | 1935. június 11. (27 éves)     |      | Barcelona       |
| 16   | V     | Severino Reija        | 1938. november 25. (23 éves)   |      | Real Zaragoza   |
| 17   | V     | Rodri                 | 1934. március 8. (28 éves)     |      | Barcelona       |
| 18   | CS    | Adelardo              | 1939. szeptember 26. (22 éves) |      | Atlético Madrid |
| 19   | V     | José Santamaría       | 1929. július 31. (32 éves)     |      | Real Madrid     |
| 20   | V     | Joan Segarra          | 1927. november 15. (34 éves)   |      | Barcelona       |
| 21   | CS    | Luis Suárez           | 1935. május 2. (27 éves)       |      | Internazionale  |
| 22   | KP    | Martín Vergés         | 1934. március 8. (28 éves)     |      | Barcelona       |

## 4. csoport

### Magyarország
Szövetségi kapitány: Baróti Lajos
| Szám | Poszt | Név                | Születési dátum (Kor)          | Vál. | Klub               |
| ---- | ----- | ------------------ | ------------------------------ | ---- | ------------------ |
| 1    | K     | Grosics Gyula      | 1926. február 4. (36 éves)     | 81   | Tatabányai Bányász |
| 2    | V     | Mátrai Sándor      | 1932. november 20. (29 éves)   | 41   | Ferencvárosi TC    |
| 3    | V     | Mészöly Kálmán     | 1941. július 16. (20 éves)     | 4    | Vasas              |
| 4    | V     | Sárosi László      | 1932. február 27. (30 éves)    | 25   | Vasas              |
| 5    | V     | Solymosi Ernő      | 1940. szeptember 21. (21 éves) | 16   | Újpesti Dózsa      |
| 6    | KP    | Sipos Ferenc       | 1932. december 13. (29 éves)   | 44   | MTK                |
| 7    | CS    | Sándor Károly      | 1928. november 29. (33 éves)   | 58   | MTK                |
| 8    | CS    | Göröcs János       | 1939. május 8. (23 éves)       | 32   | Újpesti Dozsa      |
| 9    | CS    | Albert Flórián     | 1941. szeptember 15. (20 éves) | 23   | Ferencvárosi TC    |
| 10   | KP    | Tichy Lajos        | 1935. március 21. (27 éves)    | 53   | Bp. Honvéd SE      |
| 11   | CS    | Fenyvesi Máté      | 1933. szeptember 20. (28 éves) | 42   | Ferencvárosi TC    |
| 12   | V     | Sóvári Kálmán      | 1940. december 21. (21 éves)   | 7    | Újpesti Dózsa      |
| 13   | V     | Ihász Kálmán       | 1941. december 6. (20 éves)    | 0    | Vasas              |
| 14   | KP    | Nagy István        | 1939. április 14. (23 éves)    | 1    | MTK                |
| 15   | KP    | Menczel Iván       | 1941. december 14. (20 éves)   | 0    | Salgótarjáni BTC   |
| 16   | CS    | Farkas János       | 1942. március 27. (20 éves)    | 4    | Vasas              |
| 17   | CS    | Rákosi Gyula       | 1938. október 9. (23 éves)     | 3    | Ferencvárosi TC    |
| 18   | CS    | Monostori Tivadar  | 1936. augusztus 24. (25 éves)  | 5    | Dorogi Bányász     |
| 19   | CS    | Kuharszki Béla     | 1940. április 20. (22 éves)    | 5    | Újpesti Dózsa      |
| 20   | CS    | Bödör László       | 1933. augusztus 17. (28 éves)  | 1    | MTK                |
| 21   | K     | Szentmihályi Antal | 1937. június 3. (25 éves)      | 1    | Vasas              |
| 22   | K     | Ilku István        | 1933. március 6. (29 éves)     | 6    | Dorogi Bányász     |

### Anglia
Szövetségi kapitány: Walter Winterbottom
| Szám | Poszt | Név             | Születési dátum (Kor)          | Vál. | Klub                    |
| ---- | ----- | --------------- | ------------------------------ | ---- | ----------------------- |
| 1    | K     | Ron Springett   | 1935. július 22. (26 éves)     |      | Sheffield Wednesday     |
| 2    | V     | Jimmy Armfield  | 1935. szeptember 2. (26 éves)  |      | Blackpool               |
| 3    | V     | Ray Wilson      | 1934. december 17. (27 éves)   |      | Huddersfield Town       |
| 4    | CS    | Bobby Robson    | 1933. február 18. (29 éves)    |      | West Bromwich Albion    |
| 5    | KP    | Peter Swan      | 1936. október 8. (25 éves)     |      | Sheffield Wednesday     |
| 6    | KP    | Ron Flowers     | 1934. július 28. (27 éves)     |      | Wolverhampton Wanderers |
| 7    | KP    | John Connelly   | 1938. július 18. (23 éves)     |      | Burnley                 |
| 8    | CS    | Jimmy Greaves   | 1940. február 20. (22 éves)    |      | Tottenham Hotspur       |
| 9    | CS    | Gerry Hitchens  | 1934. október 8. (27 éves)     |      | Internazionale          |
| 10   | CS    | Johnny Haynes   | 1934. október 17. (27 éves)    |      | Fulham                  |
| 11   | CS    | Bobby Charlton  | 1937. október 11. (24 éves)    |      | Manchester United       |
| 12   | K     | Alan Hodgkinson | 1936. augusztus 16. (25 éves)  |      | Sheffield United        |
| 13   | CS    | Derek Kevan*    | 1935. március 6. (27 éves)     |      | West Bromwich Albion    |
| 14   | KP    | Stan Anderson   | 1933. február 27. (29 éves)    |      | Sunderland              |
| 15   | V     | Maurice Norman  | 1934. május 8. (28 éves)       |      | Tottenham Hotspur       |
| 16   | V     | Bobby Moore     | 1941. április 12. (21 éves)    |      | West Ham United         |
| 17   | KP    | Bryan Douglas   | 1934. május 27. (28 éves)      |      | Blackburn Rovers        |
| 18   | CS    | Roger Hunt      | 1938. július 20. (23 éves)     |      | Liverpool               |
| 19   | CS    | Alan Peacock    | 1937. október 29. (24 éves)    |      | Middlesbrough           |
| 20   | KP    | George Eastham  | 1936. szeptember 23. (25 éves) |      | Arsenal                 |
| 21   | V     | Don Howe        | 1935. október 12. (26 éves)    |      | West Bromwich Albion    |
| 22   | K     | Gordon Banks*   | 1937. december 30. (24 éves)   |      | Leicester City          |

### Argentína
Szövetségi kapitány: Juan Carlos Lorenzo
| Szám | Poszt | Név                 | Születési dátum (Kor)         | Vál. | Klub          |
| ---- | ----- | ------------------- | ----------------------------- | ---- | ------------- |
| 1    | K     | Antonio Roma        | 1932. július 13. (29 éves)    |      | Boca Juniors  |
| 2    | V     | José Ramos Delgado  | 1935. augusztus 26. (26 éves) |      | River Plate   |
| 3    | V     | Silvio Marzolini    | 1940. október 4. (21 éves)    |      | Boca Juniors  |
| 4    | V     | Alberto Sainz       | 1937. december 13. (24 éves)  |      | River Plate   |
| 5    | KP    | Federico Sacchi     | 1936. augusztus 9. (25 éves)  |      | Racing Club   |
| 6    | V     | Raúl Páez           | 1937. május 26. (25 éves)     |      | San Lorenzo   |
| 7    | CS    | Héctor Facundo      | 1937. november 2. (24 éves)   |      | San Lorenzo   |
| 8    | CS    | Martín Pando        | 1934. december 26. (27 éves)  |      | River Plate   |
| 9    | CS    | Marcelo Pagani      | 1941. augusztus 19. (20 éves) |      | River Plate   |
| 10   | CS    | José Sanfilippo     | 1935. május 4. (27 éves)      |      | San Lorenzo   |
| 11   | CS    | Raúl Belén          | 1931. július 1. (30 éves)     |      | Racing Club   |
| 12   | K     | Rogelio Domínguez   | 1932. március 9. (30 éves)    |      | River Plate   |
| 13   | KP    | Oscar Rossi         | 1930. július 27. (31 éves)    |      | San Lorenzo   |
| 14   | V     | Alberto Mariotti    | 1935. augusztus 23. (26 éves) |      | San Lorenzo   |
| 15   | V     | Rubén Navarro       | 1933. március 11. (29 éves)   |      | Independiente |
| 16   | KP    | Antonio Rattín      | 1937. május 16. (25 éves)     |      | Boca Juniors  |
| 17   | V     | Rafael Albrecht     | 1941. augusztus 28. (20 éves) |      | Estudiantes   |
| 18   | V     | Vladislao Cap       | 1934. július 5. (27 éves)     |      | River Plate   |
| 19   | CS    | Rubén Sosa          | 1936. november 14. (25 éves)  |      | Racing Club   |
| 20   | CS    | Juan Carlos Oleniak | 1942. március 4. (20 éves)    |      | Estudiantes   |
| 21   | KP    | Ramón Abeledo       | 1937. április 29. (25 éves)   |      | Independiente |
| 22   | CS    | Alberto González    | 1941. augusztus 21. (20 éves) |      | Boca Juniors  |

### Bulgária
Szövetségi kapitány: Georgi Pacsedzsiev
| Szám | Poszt | Név                 | Születési dátum (Kor)         | Vál. | Klub              |
| ---- | ----- | ------------------- | ----------------------------- | ---- | ----------------- |
| 1    | K     | Georgi Najdenov     | 1931. december 21. (30 éves)  |      | CDNA Szófia       |
| 2    | V     | Kiril Rakarov       | 1932. május 24. (30 éves)     |      | CDNA Szofija      |
| 3    | V     | Ivan Dimitrov       | 1935. május 14. (27 éves)     |      | Lokomotiv Szófia  |
| 4    | V     | Sztojan Kitov       | 1938. augusztus 27. (23 éves) |      | Szpartak Szófia   |
| 5    | V     | Dimitar Kosztov     | 1936. július 26. (25 éves)    |      | Levszki Szófia    |
| 6    | KP    | Nikola Kovacsev     | 1934. június 4. (28 éves)     |      | CDNA Szófia       |
| 7    | KP    | Todor Diev          | 1934. január 28. (28 éves)    |      | Szpartak Plovdiv  |
| 8    | V     | Dimitar Dimov       | 1937. december 13. (24 éves)  |      | Szpartak Plovdiv  |
| 9    | CS    | Hriszto Iliev       | 1936. május 11. (26 éves)     |      | Levszki Szófia    |
| 10   | CS    | Ivan Kolev          | 1930. november 1. (31 éves)   |      | CDNA Szófia       |
| 11   | CS    | Dimitar Jakimov     | 1941. július 12. (20 éves)    |      | CDNA Szófia       |
| 12   | V     | Dobromir Zsecsev    | 1942. november 12. (19 éves)  |      | Szpartak Szófia   |
| 13   | CS    | Petar Velicskov     | 1940. augusztus 8. (21 éves)  |      | Lokomotiv Szófia  |
| 14   | CS    | Georgi Szokolov     | 1942. június 19. (19 éves)    |      | Levszki Szófia    |
| 15   | CS    | Georgi Aszparuhov   | 1943. május 4. (19 éves)      |      | Botev Plovdiv     |
| 16   | KP    | Alekszandar Kosztov | 1938. március 5. (24 éves)    |      | Levszki Szófia    |
| 17   | KP    | Pantelej Dimitrov   | 1935. május 14. (27 éves)     |      | CDNA Szófia       |
| 18   | K     | Ivan Ivanov         | 1942. március 31. (20 éves)   |      | Cserno More Varna |
| 19   | CS    | Dinko Dermendzsiev  | 1941. június 2. (21 éves)     |      | Botev Plovdiv     |
| 20   | K     | Nikola Parsanov     | 1930. június 19. (31 éves)    |      | Szpartak Pleven   |
| 21   | CS    | Panajot Panajotov   | 1930. december 30. (31 éves)  |      | Crvena Zvezda     |
| 22   | K     | Georgi Nikolov      | 1937. június 11. (25 éves)    |      | CDNA Szófia       |